# 卡爾達什夫卡 (阿赫特爾卡區)
50°16′17″N 34°51′51″E / 50.27139°N 34.86417°E
卡爾達希夫卡（烏克蘭語：Кардашівка）是位於烏克蘭東北部的村莊，由蘇梅州奥赫蒂尔卡区的切爾內奇奇納市鎮負責管轄。該村距離皮德洛濟伊夫卡和蓋-莫申卡1公里，海拔高度110米，2001年人口598。